# Camarotea
Camarotea, monotipični biljni rod iz porodice primogovki smješten u tribus Whitfieldieae, dio potporodice Acanthoideae. Jedina vrsta je grm sa crvenim cvjetovima, C. souiensis, madagaskarski endem Opisan je u Journal of the Linnean Society, Botany 29: 37–38. 1891.  

## Sinonimi
- Forcipella bosseri Benoist; Bull. Soc. Bot. France. 113: 533 (1967)
- Forcipella longistaminea Benoist; Notul. Syst., ed. Humbert 12: 15 (1945)